# Lispocephala rufibasis
Lispocephala rufibasis är en tvåvingeart som beskrevs av Malloch 1928. Lispocephala rufibasis ingår i släktet Lispocephala och familjen husflugor. Inga underarter finns listade i Catalogue of Life.